# Torneig d'escacs de Triberg
El Torneig d'escacs de Triberg fou una sèrie de competicions d'escacs celebrades a Triberg im Schwarzwald, Alemanya, durant la I Guerra Mundial.
Onze jugadors de l'Imperi Rus, que havien participat en l'interromput Torneig d'escacs de Mannheim 1914, varen romandre detinguts a Rastatt, Alemanya, després de la declaració de guerra contra Rússia de l'1 d'agost de 1914. Unes setmanes després, els dies 14, 17, i 29 de setembre de 1914, quatre dels jugadors (Alekhin, Bogatyrchuk, Koppelman, Saburov) varen ser alliberats i pogueren retornar a casa a través de Suïssa. Un cinquè jugador, Romanovski, fou alliberat i retornà a Petrograd el 1915, i un sisè, Flamberg va poder retornar a Varsòvia el 1916.
Els detinguts varen jugar un total de vuit torneigs, el primer a Baden-Baden 1914 (guanyat per Alexander Flamberg) i tota la resta a Triberg im Schwarzwald. Els participants varen anar variant, però els torneigs varen ésser guanyats en la seva majoria per Iefim Bogoliúbov.

## Participants
- Iefim Bogoliúbov |
- Alexander Flamberg
- Boris Maljutin
- Ilya Rabinovich
- Piotr Romanovski
- Alexey Selezniev
- Samuil Weinstein
- Hans Fahrni

## Resultats finals
Triberg 1914/15
1. Bogoliúbov,
2. Rabinovich,
3. Romanovski,
4. Flamberg,
5. Selezniev,
6. Weinstein.
Triberg 1915
1. Bogoliúbov,
2. Rabinovich,
3. Flamberg,
4. Selezniev,
5-6. Romanovski
i Weinstein.
Triberg 1915/16
1. Bogoliúbov,
2. Rabinovich,
3. Selezniev.
Triberg 1916
1. Rabinovich,
2-3. Bogoliúbov
i Selezniev,
4-5. Fahrni
i Weinstein,
6. Maljutin.
Triberg 1917
1-2. Selezniev
i Rabinovich,
3. Bogoliúbov,
4. Weinstein.

## Curiositats
Després de la guerra, Bogoliúbov va romandre Triberg, on s'havia casat amb una veïna de la localitat, i va adoptar la nacionalitat alemanya definitivament a partir de 1926.